# Смертельная битва: Перерождение
«Смертельная битва: Перерождение» (англ. Mortal Kombat: Rebirth) — неофициальный короткометражный фильм 2010 года, снятый режиссёром Кевином Танчароеном при поддержке Лорнелла Стовалла, поставившего хореографию боёв как для этого фильма, так и для предыдущего фильма «Неоспоримый III: Искупление». Этот короткометражный фильм, основанный на серии файтингов Mortal Kombat, «фактически был сделан режиссёром для продажи Warner Bros. его видения нового фильма Mortal Kombat», и в итоге послужил основой для веб-сериала «Смертельная битва: Наследие».

## Сюжет
Короткометражка, раскрывающая альтернативный вариант вселенной Mortal Kombat. Персонажи игры представлены со значительными отклонениями от оригинала, с уклоном в реализм. Отсутствует упоминание Внешнего мира, а также всех прочих сверхъестественных элементов, несмотря на то, что турнир сам по себе остался основной составляющей сюжета и в этом фильме. Сам Танчароен отметил, что он не постеснялся полностью отойти от сверхъестественных элементов, причем они должны быть «сделаны со вкусом».
Сюжет фильма строится на том, что капитан полиции Дикон-Сити (ориг. Deacon City) Джаксон Бриггс рассказывает наемному убийце Хандзо Хасаси о преступниках Рептилии и Бараке; последний из них недавно убил в драке бывшего актера Джонни Кейджа. Бриггс полагает, что они оба работают на человека по имени Шан Цзун. Он просит Хасаси убить их во время таинственного турнира, которым руководит Цзун. Когда он предлагает ему свободу в обмен на выполнение подобного задания, Хасаси признается, что он добровольно позволял себя удерживать, поскольку мог освободиться в любую минуту. Приходит Соня Блейд, которая приносит папку и рассказывает Хасаси, что его враг Саб-Зиро жив и что он на самом деле убил его брата. Хасаси понимает, что его участие в турнире подразумевает убийство Рептилии, Бараки и Шан Цзуна, чтобы получить возможность встретиться с Саб-Зиро. Поскольку настоящий Саб-Зиро будет присутствовать на турнире, то и Хасаси принимает решение участвовать в нём. Перед уходом Хасаси просит теперь называть его Скорпионом.

## В ролях
- Майкл Джей Уайт в роли Джаксона Бриггса — капитана полицейского департамента Дикон-Сити. В начале фильма показывают дверь его офиса, на которой последние две буквы его имени почти стерты, из-за чего имя читается как «Джакс». IGN связалась с представителем Майкла Джея Уайта и спросила его о видео, в ответ на что тот заявил, что Уайт считает, что эта съемка была рекламной составляющей для Mortal Kombat 9[3]. Он также отметил, что недавние довольно смелые перезапуски фильмов о Человеке-пауке и Бэтмене были весьма успешными, и поэтому ожидает, что аналогичный успех ждет и «Смертельную Битву»[4].
- Джери Райан в роли Сони Блейд, напарницы Джексона Бриггса. Райан заявила, что участвовала в фильме лишь по просьбе друзей[5].
- Мэтт Маллинс в роли Джонни Кейджа — бывшей кинозвезды, ставшего агентом под прикрытием после окончания голливудской карьеры. В небольшом флэшбеке показано, как его убивает Барака. В ответ на вопрос о том, как он оказался в проекте, Мюллинс сказал: «Я знаю Кевина [Танчароена] примерно пять лет, но у меня никогда не было возможности поработать вместе с ним. Несколько месяцев назад Кевин позвонил мне по поводу участия в короткометражке, которую он планировал тогда снять. Он прислал мне сценарий, и я был потрясен. На встрече с ним он пояснил своё видение проекта, а я был так взволнован своим участием, что не мог дождаться старта[6]».
- Латиф Кроудер в роли Алана Зейна / Бараки — пластического хирурга, случайно убившего своего пациента, после чего он убил ещё две дюжины человек. Получив прозвище доктора-неудачника, Зейн проколол своё лицо, заточил зубы и хирургическим путём имплантировал пару металлических лезвий в запястья рук. В коротком флэшбеке он дерется с Джонни Кейджем, в конце обезглавливая его при помощи своих ручных лезвий. Кроудер также известен своей ролью Эдди Гордо в фильме «Теккен».
- Йен Энтони Дейл в роли Хандзо Хасаси / Скорпиона — элитного убийцы клана ниндзя Сирай-Рю, предложившего себя полиции для убийства человека, которого он считает своим злейшим врагом. Как и в видеоиграх, его глаза полностью белые, без зрачков, также был показан его фирменный гарпун. Его знаменитый боевой клич («Иди сюда!», англ."Get over here!") также можно услышать в конце. Дейл, как и Латиф Кроудер, также принял участие в экранизации игры «Теккен», в котором он сыграл Кадзую Мисиму.
- Ричард Дортон в роли Рептилии — серийного убийцы, родившегося с редким генетическим отклонением ихтиоз Арлекина, из-за которого кожа покрывается множеством чешуек, а глаза формируются в «вывороченном» виде. В фильме говорится, что он любит пожирать головы своих жертв, что является отсылкой к добиванию «Поедание головы» из видеоигр.
- Джеймс Лью в роли Шан Цзуна, которого видно на фотографии на картинке предпросмотра для видео на YouTube[7][8].
- Также в фильме присутствует небольшой момент со Страйкером, а также отсылка к Нубу Сайботу, поскольку в фильме говорится о том, что Скорпион убил брата Саб-Зиро, перепутав его со своим врагом.

## Производство и выпуск
Первоначально появившись на YouTube, видео вызывало неразбериху на таких сайтах, как IGN и 1UP.com, где не смогли чётко разобраться, является ли данное видео вирусным роликом и если да, то что он рекламирует — игру или фильм? От задействованных актёров поступала противоречивая информация, так, например, представители Уайта сказали, что это реклама грядущей новой части игры, тогда как Райан утверждала, что её появление в этом фильме состоялось лишь по дружбе, и описала видеоролик как предпосылку к фильму. Танчароен снял фильм за $7,500.

## Критика
Сам создатель сериала Эд Бун отметил, что этот фильм «потрясающий» и он «не представляет, как это было сделано», хотя и отметил, что «возможно, перешли черту» в своём «новом видении».